# Nothosaurier
Nothosaurier (Nothosauria) oder Bastardechsen sind eine Gruppe ausgestorbener diapsider Reptilien (Diapsida) aus der Gruppe der Sauropterygia („Flossenechsen“). 
Sie kamen während der mittleren und oberen Trias vor, und zwar rund ums heutige Mittelmeer und Süddeutschland in einem Ausläufer der westlichen Tethys und in Süd-China. Funde belegen zudem eine Verbreitung auf der Südhalbkugel, was auf eine globale Verbreitung hindeutet. Es waren Reptilien, die in Flüssen und küstennahen Gebieten lebten und sich auch an Land fortbewegen konnten. Ihre Vorderbeine hatten sich an die aquatische Lebensweise angepasst und wurden stromlinienförmiger, die Hinterbeine sahen dagegen noch wie die Beine eines Landlebewesens aus. Der Schädel war flach und von oben gesehen langgestreckt dreieckig, er erinnert ein wenig an den Schädel eines Krokodils. Die spitzen und ein wenig gekrümmten Zähne im vorderen Bereich der Schnauze waren ziemlich groß und die Zähne des Ober- und Unterkiefers griffen ineinander, um ein sogenanntes Reusengebiss zu bilden. Damit haben die Nothosaurier Fische gefangen.
Die Nothosaurier umfassen eine Vielzahl von Arten, die sich in drei Größenklassen einsortieren lassen.

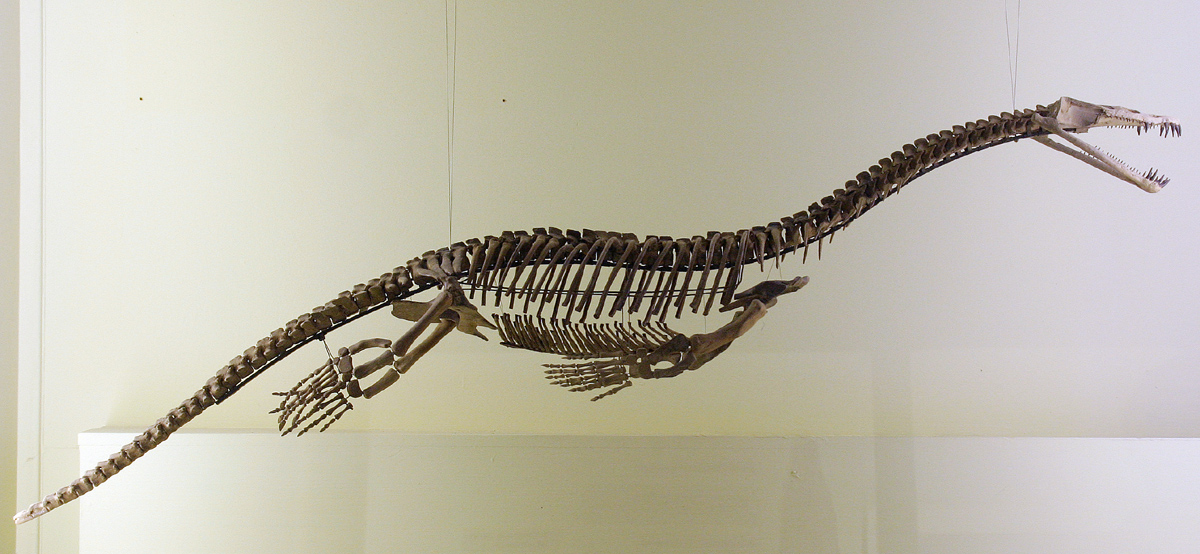
Nothosaurier-Skelett im Museum für Naturkunde in Berlin

- Die größte Nothosaurier-Art Nothosaurus giganteus wurde ca. 3,8 m lang, der Schädel hatte 48,5 cm Länge. N. giganteus ist kräftiger gebaut als andere Nothosaurier.
- Die mittlere Größenklasse wird von der Typusart Nothosaurus mirabilis besetzt. Diese Tiere wurden 2 bis 3 m lang und haben als einzige Nothosaurier lange Dornfortsätze an den Rückenwirbeln. Der Holotypus (anhand dessen die Art zum ersten Mal wissenschaftlich beschrieben wurde) sowie zahlreiche Schädel und andere Skelettteile werden im Urwelt-Museum Oberfranken in Bayreuth ausgestellt.
- Die Gruppe der kleinen Nothosaurier umfasst alle anderen Arten. Sie wurden nicht größer als 1 bis 1,5 m.

## Familien und Gattungen

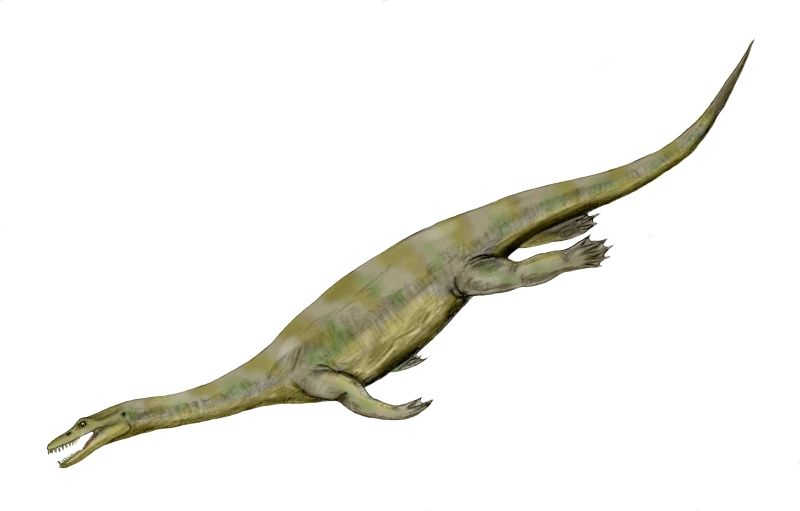
Nothosaurus, zeichnerische Rekonstruktion

- Simosauridae
- Germanosauridae
- Nothosauridae
  - Anomosaurus[2]
  - Ceresiosaurus[3]
  - Chinchenia[4]
  - Kwangsisaurus[5]
  - Lariosaurus[6]
  - Metanothosaurus[7]
  - Nothosaurus[8]
  - Proneusticosaurus[9]
  - Sanchiaosaurus[10]
- Pistosauridae